# MattRach
Mathieu Rachmajda, dit MattRach, est un guitariste youtubeur français, né le 15 février 1991 à Gommegnies (Nord).
Il s'est fait connaître sur le Web grâce à des vidéos de lui interprétant ses propres compositions ou des reprises. Sur YouTube, sa chaîne a plus de 100 millions de visites.

## Biographie
Mathieu Rachmajda naît le 15 février 1991 à Gommegnies  (Nord), un village près de Valenciennes, où il grandit. Pour Noël, à 6 ans, il reçoit sa première guitare électrique, une Jim Harley, ce qui lui donne envie de prendre des cours avec un professeur. Pendant près de 9 ans, il suit des cours de solfège, de guitare classique et électrique.
Un jour de juillet 2006, alors âgé de 15 ans, il réinterprète Canon Rock de JerryC en se filmant dans sa chambre, puis transmet la vidéo sur YouTube sous le pseudonyme de MattRach. À sa grande surprise, c'est le buzz.
Sponsorisé par Fender, jouant aux côtés de Chuck Berry au Bal de la Rose de Monaco ou pour l'anniversaire du Roi Belge, son succès est mis en avant par les médias francophones en 2009.
Le 2 juin 2013, il annonce son nouveau groupe ATMOSPHERES par le biais d'une vidéo de promotion de celui-ci. Leur premier album ATMOSPHERES est sorti le 17 janvier 2014. Le groupe est influencé par le progressif, le post-rock et le djent.
En juillet 2016, il poste sur sa chaîne une reprise de Oh Lala du groupe de rap PNL (groupe). Suivi par Naha, deuxième reprise de PNL validé le jour même par le duo de Corbeil-Essonnes. La vidéo fait le tour du web.
MattRach accompagne le rappeur belge Damso en tant que guitariste sur la tournée Lithopédion Tour, en fin d'année 2018.
Le 28 septembre 2024, il publie une version de la chanson Toxic de Britney Spears, marquant son retour après 5 ans d'absence sur YouTube. 